# Rostbuksspett
Rostbuksspett (Dendrocopos hyperythrus) är en asiatisk fågel i familjen hackspettar inom ordningen hackspettartade fåglar.

## Kännetecken

### Utseende
Rostbuksspett är en tydligt tecknad svartvit hackspett med en kroppslängd på 19-23 centimeter. Den är rent rost- eller kanelbrun på örontäckare, hals och undersida, med svartvit bandning på nedre delen av buken och rött eller rosa på undergumpen. Den är svart på övergumpen och stjärten, den senare med de yttre stjärtpennorna fläckade eller bandade vita. Ansiktet (tygel, kind, ögonbrynsstreck) är tydligt kontrasterande vitt. Hanen har röd hjässa och nacke samt är mer färgstark under, honan har vitspräcklig svart hjässa.

### Läten
Rostbuksspett är en rätt ljudlig fågel som yttrar en rad olika snabba tjattrande läten, bland annat ett upprört "kirridick", ett ljust "tik-tik-tik" och ett skallrande "chit-chit-chit-r-r-r-h". Båda könen trummar, ganska kort, något accelererande och fallande i tonhöjd.

## Utbredning och systematik
Rostbuksspett delas in i fyra underarter med följande utbredning:
- Dendrocopos hyperythrus marshalli – förekommer i nordöstra Pakistan, Kashmir och norra Indien
- Dendrocopos hyperythrus hyperythrus – förekommer i Nepal, sydöstra Tibet, sydvästra Kina, Myanmar och nordvästra Thailand
- Dendrocopos hyperythrus subrufinus – förekommer i Manchuriet och Ussuriland, övervintrar i södra Kina
- Dendrocopos hyperythrus annamensis – förekommer i östra Thailand, Kambodja och södra Vietnam

### Släktestillhörighet
Rostbukig hackspett har ofta placerats i det egna släktet Hypopicus på basis av sitt avvikande utseende. Genetiska studier visar dock att den är en del av Dendrocopos-spettarna, troligen närmast sydostasiatiska artparet streckbröstad hackspett (D. atratus) och isabellaspett (P. macei).

## Levnadssätt
Rostbuksspett förekommer i olika skogsbiotoper i det stora utbredningsområdet. Den ses huvudsakligen i fuktig subtropisk djungel, men även i mer höglänt tempererade barr-, löv- och blandskogar. Fågeln lever av insekter, ofta trädlevande myror, men borrar också efter trädsav likt tretåig hackspett då den återvänder till favoritträd år efter år. Häckning sker i maj i Bhutan, Nepal och Indien, i Sydostasien mars till maj. Boet är ett typiskt hackspettshål, en till sex meter upp i ett träd.

## Status och hot
Arten har ett stort utbredningsområde och en stor population, men tros minska i antal till följd av avverkning av lövträd, dock inte tillräckligt kraftigt för att den ska betraktas som hotad. Internationella naturvårdsunionen IUCN kategoriserar därför arten som livskraftig (LC). Världspopulationen har inte uppskattats men den beskrivs som rätt ovanlig till fåtalig i det mesta av utbredningsområdet.